# Bit će krvi
Bit će krvi (eng. There Will Be Blood) je povijesna drama Paula Thomasa Andersona iz 2007. djelomično temeljena na romanu Nafta! Uptona Sinclaira. Govori o pohlepnom naftašu u potrazi za bogatstvom tijekom procvata naftne industrije u Južnoj Kaliforniji krajem 19. i početkom 20. stoljeća.
U glavnim ulogama pojavljuju se Daniel Day-Lewis i Paul Dano. Snimanje je započelo sredinom svibnja 2006. u Novom Meksiku i Marfi u Teksasu, a završeno je 24. kolovoza 2006. Prvo javno prikazivanje bilo je 29. rujna 2007. na Fantastic Festu u Austinu u Teksasu. Film je objavljen 25. prosinca 2007., u New Yorku i Los Angelesu, a prikazivao se o ograničenom broju kina na izabranim tržištima. Opća distribucija počela je 25. siječnja 2008.
Zaradio je mnoge kritičarske pohvale i brojne nominacije te pobjede. Pojavio se na mnogim listama najboljih filmova godine raznih kritičara, a Daniel Day-Lewis je za svoju izvedbu osvojio Oscar, BAFTA-u, Zlatni globus te nagrade Ceha američkih glumaca, Udruge filmskih kritičara New Yorka i Irske filmske akademije (IFTA). Film je bio nominiran za osam Oscara, a osvojio je za najboljeg glumca (Day-Lewis) i fotografiju (Robert Elswitt).

## Radnja
Priča počinje 1898. s tragačem srebra Danielom Plainviewom (Daniel Day-Lewis) koji igrom slučaja u jednoj od svojih iskopina pronađe izvor nafte. Nakon provjere kamenja, koja je potvrdila prisutnost nafte, Plainview je počinje izvlačiti i prerađivati vlastitom opremom koju je sam dizajnirao. Ubrzo se obogati dovoljno za pokretanje male tvrtke za vađenje nafte. Nakon što mu jedan radnik slučajno pogine na radu, Plainview uzima njegovo dijete i počinje ga odgajati kao svoje. Počinje sklapati veće poslove koristeći dječaka, kojem daje ime H.W. (Dillon Freasier), kao svojeg nominalnog "partnera" kako bi prikazao status i vjerodostojnost čovjeka koji drži do obiteljskih vrijednosti. Do 1911. postaje jedan od najuspješnijih naftaša u Kaliforniji.
Plainviewu dolazi mladić zvan Paul Sunday (Paul Dano) koji mu prodaje informaciju o zemljištu bogatom naftom na kojem živi njegova obitelj u Malom Bostonu u Kaliforniji. Plainview i H.W. odlaze tamo predstavljajući se kao lovci na prepelice te otkrivaju naftu kako prodire na površinu. Plainview pokuša otkupiti zemljište ne spominjući Paulovu ocu, Abelu (David Willis), naftu. No, Paulov brat blizanac, Eli (također Paul Dano), zna za naftu i podiže cijenu na deset tisuća dolara koje namjerava utrošiti u gradnju vlastite crkve. Plainview mu daje pet tisuća unaprijed i obećava drugih pet kao donaciju crkvi.
Kako bi osigurao monopol nad naftom u Malom Bostonu, Plainview zakupljuje prava na bušenje na mnogim susjednim zemljištima, osim jednog čijeg je vlasnika, gospodina Bandyja (Hans Howes), Plainview ignorirao kad je Bandy zahtijevao da Plainview dođe na njegov posjed osobno. S novcem od zemljišta, Eli osniva vlastitu crkvu koju naziva Crkvom Trećeg Otkrivenja, a sebe proglašava duhovnim iscjeliteljem. Plainview podiže samaricu, a dan prije početka bušenja, Eli zamoli da blagoslovi građevinu kako bi promovirao crkvu. Plainview pristaje, ali na svečanosti ignorira Elija i pozove njegovu malu sestru Mary (Sydney McCallister), koja se sprijateljila s H.W.-om. Bušenje počinje.
Rupa s vremenom postaje toliko duboka da doseže "ocean nafte" ispod grada, ali u eksploziji plina H.W. izgubi sluh. Nakon što Eli dođe do bušotine tražeći novac koji mu Plainview duguje, ovaj ga iznenada grubo napadne, vičući na njega kako je nesposoban izliječiti mu sina. Ponižen, Eli se vraća u očevu kuću, gdje pretuče oca zbog toga što je prodao obiteljsku zemlju po niskoj cijeni.
Jednog dana, Plainviewu dolazi čovjek koji tvrdi da je njegov polubrat Henry Brands (Kevin J. O'Connor), od kojeg Plainview saznaje da mu je otac mrtav. Plainview povjeruje Henryju i postaje bliskiji s njim nego s ijednim drugim suradnikom, povjerivši mu želju da potuče svu konkurenciju. H.W. počne čitati Henryjev dnevnik i pokuša zapaliti krevet u kojem je Henry spavao te večeri. Plainview ga pošalje u školu za gluhe i gubi kontakt s njim.
Plainviewu dolazi suparnik, Standard Oil, koji je spreman otkupiti njegovo zemljište u Malom Bostonu. Nakon što Plainview upita što bi radio bez Malog Bostona, agent Standard Oila odvrati kako bi se trebao brinuti za svog sina, a Plainview mu zaprijeti smrću. Plainview odlučuje sklopiti ugovor s Union Oilom za izgradnju naftovoda koji će voditi do obale Santa Barbare. Nakon pregleda karte, otkrivaju da bi nafotovod morao ići preko jedinog zemljišta pokraj Malog Bostona kojeg Plainview nije otkupio, Bandyjeva ranča. Plainview i Henry odlaze u izviđanje obale, zaustavivši se kod Bandyjeve farme gdje susreću Bandyjeva unuka koji ustvrdi kako mu je djed na putu i da se vraća za nekoliko dana. Plainview i Henry nastavljaju razgledavanje i planiranje rute nafotovoda. Usput počinju postavljati kolce, od pustinjskog dijela južne Doline San Joaquin, preko Bandyjeva ranča i stepe pa sve do obale Tihog oceana.
Stigavši na obalu, Henry i Plainview se sastaju s Union Oilom i sklapaju dogovor o gradnji naftovoda. Plainview se ponovno počne uzdati u Henryja, ali ubrzo postaje sumnjičav da Henry nije ono za što se predstavlja. Na plaži počne testirati Henryja govoreći o obilježjima i događajima iz njihova rodnog grada, Fond du Laca u Wisconsinu. Na povratku u Mali Boston, Plainview budi Henryja i uperi mu pištolj u glavu pitajući ga za njihov rodni grad. Henry priznaje da je beznačajni varalica: Plainviewov pravi brat bio je Henryjev prijatelj koji je umro od tuberkuloze. Plainview upuca Henryja i pokopa ga u plitkom grobu u njihovu kampu.
Sutradan Plainviewa budi Bandy koji pristaje prodati svoje zemljište za naftovod pod jednim uvjetom: da se Plainview krsti u Crkvi Trećeg Otkrivenja. Osim saznanja da je njegovo zemljište ključno za Plainviewov nafotovod, Bandyjeva prednost je i to što zna da je Plainview ubio Henryja. Plainview, kojeg ne zanima religija, pristaje i istrpi ponižavajuću inicijaciju u Elijevoj režiji. Plainview pošalje po H.W.-a, ali još ne zna komunicirati s dječakom koji sada uči jezik znakova te postaje sve zaokupljeniji svojim poslom. Osim toga, sve više počinje piti viski. Eli napušta Mali Boston kako bi postao misionar.
Priča se nastavlja u 1927., s vjenčanjem H.W.-a i Mary Sunday. Plainview živi u velikom, ali praznom zdanju. Gotovo uvijek je pijan, a vrijeme provodi gađajući svoje stvari revolverom. H.W. (kojeg sada glumi Russell Harvard) dolazi svom ocu kako bi ga pitao (preko prevoditelja) da raskinu partnertsvo kako bi mogao osnovati vlastitu naftnu kompaniju u Meksiku. Vidljivo uzrujan, Plainview odsječno kaže H.W.-u da on zapravo nije njegov sin nego siroče pronađeno u pustinji - što je razlog zašto ne posjeduje očeve karakteristike. H.W. odvraća "Zahvaljujem Bogu što nemam ništa od tebe u sebi." Zatim odlazi iz prostorije dok ga Plainview naziva "kopiletom iz košare".
Nakon nekog vremena, nakon ekonomske recesije, Plainviewa u njegovoj kuglačkoj dvorani posjećuje Eli. Eli sada vodi veliku crkvu i propovijeda na radiju, ali je izgubio bogatstvo i pokušava prodati Plainviewu prava na bušenje Bandyjeva ranča koji sada pripada Eliju. Plainview pristaje, ali pod svojim uvjetom. Podvrgava Elija ponižavajućoj sceni gdje Eli mora priznati da je lažni prorok te proglasiti Boga praznovjerjem. Plainview mu nakon toga kaže da je nafta isušena iz zemlje od strane njegovih okolnih bušotina. Plainview počne ismijavati Elija, a zatim ga napadne, bacajući kugle na njega i goneći ga preko kuglačkih staza. Na kraju, Plainview zatuče Elija na smrt čunjem za kuglanje. Sjeda do beživotnog tijela, a njegov batler silazi niz stepenice, zovući ga. Njegova posljednja rečenica je "Gotov sam!"

## Glumci
- Daniel Day-Lewis - Daniel Plainview
- Paul Dano - Paul Sunday / Eli Sunday
- Dillon Freasier - H.W. Plainview
- Ciarán Hinds - Fletcher Hamilton
- Kevin J. O'Connor - Henry Brands
- David Willis - Abel Sunday
- Russell Harvard - H.W. Plainview (stariji)

## Produkcija

### Razvoj
Paul Thomas Anderson originalno je radio na scenariju o dvije suprotstavljene obitelji. Mučio se sa scenarijem i ubrzo shvatio da on jednostavno ne funkcionira. U Londonu je kupio primjerak romana Nafta! Uptona Sinclaira te ga je odmah privukla ilustracija na omotu koja je prikazivala naftno polje u Kaliforniji. Dok je čitao, Anderson se još više fascinirao romanom i adaptirao prvih 150 stranica za scenarij. Nakon brojnih posjeta muzejima posvećenima ranim naftašima u Bakersfieldu shvatio je kako bi scenarij trebao izgledati. Promijenio je naslov iz Nafta! u Bit će krvi. Nije spominjao tko će glumiti Plainviewa jer je htio da projekt ostane jedostavan. Napisao je originalni scenarij s Danielom Day-Lewisom u planu te je kontaktirao glumca kad je scenarij bio pri kraju. Čuo je da se Day-Lewisu svidio film Pijani od ljubavi, što ga je uvjerilo da mu da primjerak nedovršenog scenarija. Prema Day-Lewisu, samo to što ga je pitao da snimi film je bilo dovoljno. U intervjuu za The New York Observer, glumac je opisao što ga je privuklo projektu. Bilo je to "shvaćanje da je ušao u taj svijet. Nije ga promatrao - ušao je u nj." Rečenica u posljednjoj sceni, "Pijem tvoj milkshake!" je parafraza citata senatora Novog Meksika Alberta Falla iz govora pred kongresnom istragom u dvadesetima u vezi naftnog skandala. Anderson je bio oduševljen izrazom "milkshake" koji se upotrebljavao kako bi se objasnio složeni tehnički proces naftne drenaže senatorima.
Prema JoAnne Sellar, jednoj od producenata filma, bio je to težak film za financirati jer "su studiji smatrali kako projekt nije toliko jak da postane veliki film." Bile su potrebne dvije godine kako bi se prikupila financijska sredstva.
Za ulogu Plainviewova sina, Anderson je gledao ljude u Los Angelesu i New Yorku, ali je shvatio da mu treba netko iz Teksasa tko zna pucati iz puške i koji "živi u tom svijetu." Producenti su se raspitivali po školi, a ravnatelj je predložio Dillona Freasiera. Umjesto da čita scene i razgovaraju s njim, producenti su ga angažirali shvativši kako je on idealan izbor za ulogu.
Kako bi formirao svoj lik, Day-Lewis je počeo s glasom. Anderson mu je poslao snimke s kraja 19. stoljeća do 1927. i primjerak film Blago Sierra Madre, uključujući dokumentarac o njegovom redatelju, Johnu Hustonu, koji je izvršio veliki utjecaj na Andersonov film. Prema Andersonu, bio je inspiriran činjenicom da Sierra Madre govori "o pohlepi, ambiciji, paranoji i traženju najgorih dijelova samog sebe." Dok je pisao scenarij, pustio bi film prije nego što je išao u krevet po noći. Kako bi istražio za ulogu, Day-Lewis je čitao pisma radnika i proučavao fotografije iz tog perioda. Osim toga, čitao je i o naftnom tajkunu Edwardu Dohenyju na kojem je Sinclairova knjiga djelomično temeljena.

### Snimanje
Snimanje je započelo u lipnju 2006. na ranču u Marfi u Teksasu, a trajalo je tri mjeseca. Snimalo se i u Los Angelesu. Anderson je pokušao snimiti scenarij po sekvencama s većinom setova na ranču. Dva tjedna pred snimanje koje je trajalo 60 dana, Anderson je zamijenio glumca koji je igrao Elija Sundaya s Paulom Danom., koji je originalno angažiran za puno manju ulogu Paula Sundaya, brata koji odaje Plainviewu tajnu o nafti na ranču Sundayevih. Profil o Day-Lewisu u New York Timesu sugerirao je da se originalni glumac (Kel O'Neill) plašio Day-Lewisove žestine i navike da ostane u liku na i izvan seta. I Anderson i Day-Lewis su demantirali ovu tvrdnju, a glumac je rekao, "Apsolutno ne vjerujem da se to dogodilo zato što se bojao mene. Vjerujem da je to tako - i nadam se da sam u pravu." Anderson je prvi put vidio Danoa u Priči o Jacku i Rose te je smatrao kako bi bio savršen za ulogu Paula Sundaya, koju je namjeravao namijeniti 12 ili 13-godišnjem dječaku. Dano je imao samo četiri dana za pripremiti se za puno veću ulogu Elija Sundaya, ali je istražio vremenski period u kojem je film smješten kao i evangeličke propovjednike. Tri tjedna scena sa Sundayom i Plainviewom morale su biti ponovno snimljene s Danom umjesto Kela O'Niella. Scene interijera u palači snimljene su u Greystone Mansionu na Beverly Hillsu u Kaliforniji, bivšem stvarnom domu Edwarda Dohenyja Juniora, koji mu je poklonio otac Edward Doheny. Scene snimljene u Greystoneu zahtijevale su pažljivu renovaciju kuglane u podrumu.
Anderson je film posvetio Robertu Altmanu koji je umro dok je Anderson montirao film.
Ovaj film je bila druga koprodukcija Paramount Vantagea i Miramax Films objavljen nakon filma Nema zemlje za starce (koji je osvojio Oscar za najbolji film).

### Glazba
Anderson je bio veliki obožavatelj Radioheada te je bio oduševljen glazbom Jonnyja Greenwooda za film Bodysong. Dok je pisao scenarij za Bit će krvi, Anderson je čuo Greenwoodov orkestralni broj Popcorn Superhet Receiver i kontaktirao ga da radi s njim. Nakon što je pristao skladati glazbu za film, Greenwood se dvoumio o tome da se povuče s projekta, ali ga je Anderson svojim entuzijazmom nagovorio da ostane. Redatelj mu je dao primjerak filma, a ovaj se tri tjedna poslije vratio s dva sata glazbe snimljene u studiju Abbey Road Studios u Londonu.
Greenwoodova glazba u prosincu 2007. je nominirana za Grammy u kategoriji "Najboljeg soundtrack albuma za filmski, televizijski ili drugi vizualni medij".

### Popis pjesama
1. "Open Spaces" - 3:55
2. "Future Markets" - 2:41
3. "Prospectors Arrive" - 4:34
4. "Eat Him by His Own Light" - 2:41
5. "Henry Plainview" - 4:14
6. "There Will Be Blood" - 2:05
7. "Oil" - 3:06
8. "Proven Lands" - 1:51
9. "HW/Hope of New Fields - 2:50
10. "Stranded the Line" - 2:21
11. "Prospectors Quartet" - 2:57

## Premijera

### Kritike
Prvo javno prikzivanje Bit će krvi bilo je 29. rujna 2007. na Fantastic Festu u Austinu u Teksasu. Film je u New Yorku i Los Angelesu objavljen 26. prosinca 2007., gdje je u prvom vikendu zaradio 190,739 dolara. Film se zatim 25. siječnja 2008. počeo prikazivati u 885 kina na izabranim tržištima, ostvarivši u početnom vikendu prihod od 4,8 milijuna dolara. Film je na kraju u Sjevernoj Americi zaradio 40,1 milijuna dolara, a u ostatku svijeta 32,7, uz ukupni prihod od 72,9 milijuna, što je uvelike nadmašilo budžet od 25 milijuna dolara.
Film je dobro prošao kod kritike. Prema podacima od 12. svibnja 2008. na Rotten Tomatoesu, 92 posto od 191 recenzije je pozitivno. Na Metacriticu, od 39 recenzija, 92 posto ih je pozitivno.
Andrew Sarris je nazvao film "impresivnim dostignućem u postizanju simulirane stvarnosti prošlog vremena i prostora uz korištenje regionalnih amaterskih glumaca i statista s pravim pokretima i zvukovima." U časopisu Premiere, Glenn Kenny je hvalio izvedbu Daniela Day-Lewisa: "Jednom kad njegov Plainview dobije krila, nemilosrdni fokus izvedbe čini junaka posebnim." Manohla Dargis je u svojoj recenziji za New York Times napisala, "film je iznad svih umjetničkih djela, onaj koji natkriljuje povijesni okvir koji mu je natovaren, a njegovi užici su nepomirljivo estetski." Časopis Esquire također je hvalio Day-Lewisovu izvedbu: "što je najzabavnije, premda na zastrašujući način, gledanje je kako taj pohlepnik postaje sve više poremećen dok se sukobljava s Elijem Sundayom. Ali je užitak podsjetiti se, barem jednom u četiri godine, da profinjenost može biti preuveličana." Richard Schickel u časopisu Time je hvalio Bit će krvi kao "jedan od najoriginalnijih američkih filmova ikad snimljenih." Kritičar Tom Charity, pišući za CNN-ovu listu najboljih deset filmova godine, naziva Bit će krvi jedinim "pravim remek-djelom" 2007.
Schickel ga je također uvrstio među deset najboljih filmova godine (na devetu poziciju), nazvavši izvedbu Day-Lewisa "zapanjujućom", a film "hipnotizirajućom meditacijom američkog duha u svim njegovim dvovrsnostima: zloban i plemenit, srdit i tajnovit, hipnotičan i malo više nego lud u svojim aspiracijama."
Glavni kritičar The Timesa, James Christopher u svojoj je publikaciji najboljih filmova svih vremena iz travnja 2008. smjestio Bit će krvi na drugu poziciju, iza Casablance.
Međutim, neki kritičari nisu bili takvog mišljenja. Armond White iz New York Pressa rekao je da "glazbena lukavost prerušava nekoherentnost priče - te njezinu braću, tišinu i oportunistički sadizam", smatravši kako je završetak filma "zbunjujući i površan". Mick LaSalle iz San Francisco Chroniclea obrušio se na pohvale filma rekavši "ne treba se pretvarati kako je 'Bit će krvi' remek-djelo samo zato što se Anderson iskreno trudio da on to i postane." Iako je Carla Meyer, iz Sacramento Bee, dala filmu tri i pol od četiri zvjezdice, nazvavši ga "remek djelom", rekla je da je konačni obračun između Daniela i Elija označio trenutak u kojem Bit će krvi "prestaje biti remek djelo i postaje jako dobar film. Ono što je bilo veliko postaje sitno, a zatim iznureno."

### Top deset ljestvice
Film se pojavio na mnogim ljestvicama najboljih filmova 2007. raznih filmskih kritičara.
| - 1. – Ethar Alter, Giant - 1. – Marjorie Baumgarten, The Austin Chronicle - 1. – Tom Charity, CNN - 1. – Manohla Dargis, The New York Times - 1. – David Fear, Time Out New York - 1. – Scott Foundas, LA Weekly - 1. – Stephen Holden, The New York Times - 1. – Tod Hill, Staten Island Advance - 1. – Glenn Kenny, Premiere - 1. – Craig Outhier, Orange County Register - 1. – Keith Phipps, The A.V. Club - 1. – Ray Pride, Salon.com - 1. – Mike Russell, The Oregonian - 1. – Hank Sartin, Chicago Reader - 1. – Marc Savlov, The Austin Chronicle - 1. – Mark Slutsky, Montreal Mirror - 1. – Nick Schager, Slant Magazine - 1. – Lisa Schwarzbaum, Entertainment Weekly - 1. – Jan Stuart, Newsday | - 1. – Ella Taylor, LA Weekly - 2. – David Ansen, Newsweek - 2. – Nathan Rabin, The A.V. Club - 2. – Rene Rodriguez, The Miami Herald - 2. – Scott Tobias, The A.V. Club - 3. – A.O. Scott, The New York Times (zajedno s filmom Sweeney Todd: Đavolji brijač Fleet Streeta) - 3. – Ann Hornaday, The Washington Post - 3. – Joe Morgenstern, The Wall Street Journal - 4. – Desson Thomson, The Washington Post - 4. – Ty Burr, The Boston Globe - 5. – J. Hoberman, The Village Voice - 5. – Shawn Levy, The Oregonian - 6. – Christy Lemire, Associated Press - 6. - Adam Kempenaar, Filmspotting - 6. – Philip Martin, Arkansas Democrat-Gazette - 7. – Peter Travers, Rolling Stone - 9. – Claudia Puig, USA Today - 9. – Richard Schickel, Time - 10. – Lou Lumenick, New York Post - Top 10 (navedeno abecedno, bez rangiranja) – Dana Stevens, Slate |

### Kućna izdanja
Film je 8. travnja 2008. objavljen na DVD-u. Objavljen je u izdanjima s jednim i dva diska. Anderson je odbio snimiti komentar za film. Potvrđeno je i objavljivanje HD-DVD izdanja, ali je kasnije otkazano zbog propasti formata. Blu-ray izdanje objavljeno je 3. lipnja 2008.

## Nagrade i nominacije
| Udruženje/nagrada                                                    | Kategorija                   | Pobjednik/Nominirani                              | Rezultat |
| -------------------------------------------------------------------- | ---------------------------- | ------------------------------------------------- | -------- |
| Američki filmski institut                                            | Film godine (2007.)          | Film godine (2007.)                               | Da       |
| Američko društvo snimatelja                                          | Najbolja fotografija         | Robert Elswitt                                    | Da       |
| BAFTA nagrade                                                        | Najbolja fotografija         | Robert Elswit                                     | Ne       |
| BAFTA nagrade                                                        | Najbolja glazba              | Jonny Greenwood                                   | Ne       |
| BAFTA nagrade                                                        | Najbolja scenografija        | Jack Fisk i Jim Erickson                          | Ne       |
| BAFTA nagrade                                                        | Najbolji adaptirani scenarij | Paul Thomas Anderson                              | Ne       |
| BAFTA nagrade                                                        | Najbolji film                | Daniel Lupi, JoAnne Sellar i Paul Thomas Anderson | Ne       |
| BAFTA nagrade                                                        | Najbolji glumac              | Daniel Day-Lewis                                  | Da       |
| BAFTA nagrade                                                        | Najbolji redatelj            | Paul Thomas Anderson                              | Ne       |
| BAFTA nagrade                                                        | Najbolji sporedni glumac     | Paul Dano                                         | Ne       |
| BAFTA nagrade                                                        | Najbolji zvuk                | Matthew Wood                                      | Ne       |
| Ceh američkih glumaca                                                | Najbolji glumac              | Daniel Day-Lewis                                  | Da       |
| Ceh američkih producenata                                            | Producent godine             | Paul Thomas Anderson, Daniel Lupi i Joanne Sellar | Ne       |
| Ceh američkih redatelja                                              | Najbolji redatelj            | Paul Thomas Anderson                              | Ne       |
| Ceh američkih scenarista                                             | Najbolji adaptirani scenarij | Paul Thomas Anderson                              | Ne       |
| Nacionalno društvo filmskih kritičara                                | Najbolja fotografija         | Robert Elswitt                                    | Da       |
| Nacionalno društvo filmskih kritičara                                | Najbolji film                |                                                   | Da       |
| Nacionalno društvo filmskih kritičara                                | Najbolji glumac              | Daniel Day-Lewis                                  | Da       |
| Nacionalno društvo filmskih kritičara                                | Najbolji redatelj            | Paul Thomas Anderson                              | Da       |
| Oscari                                                               | Najbolja fotografija         | Robert Elswit                                     | Da       |
| Oscari                                                               | Najbolja montaža             | Dylan Tichenor                                    | Ne       |
| Oscari                                                               | Najbolja montaža zvuka       | Matthew Wood                                      | Ne       |
| Oscari                                                               | Najbolja scenografija        | Jack Fisk i Jim Erickson                          | Ne       |
| Oscari                                                               | Najbolji adaptirani scenarij | Paul Thomas Anderson                              | Ne       |
| Oscari                                                               | Najbolji glumac              | Daniel Day-Lewis                                  | Da       |
| Oscari                                                               | Najbolji film                | Najbolji film                                     | Ne       |
| Oscari                                                               | Najbolji redatelj            | Paul Thomas Anderson                              | Ne       |
| Udruženje filmskih kritičara Austina                                 | Najbolja fotografija         | Robert Elswit                                     | Da       |
| Udruženje filmskih kritičara Austina                                 | Najbolja originalna glazba   | Jonny Greenwood                                   | Da       |
| Udruženje filmskih kritičara Austina                                 | Najbolji film                |                                                   | Da       |
| Udruženje filmskih kritičara Austina                                 | Najbolji glumac              | Daniel Day-Lewis                                  | Da       |
| Udruženje filmskih kritičara Austina                                 | Najbolji redatelj            | Paul Thomas Anderson                              | Da       |
| Udruženje filmskih kritičara Los Angelesa                            | Najbolja scenografija        | Jack Fisk i Jim Erickson                          | Da       |
| Udruženje filmskih kritičara Los Angelesa                            | Najbolji film                |                                                   | Da       |
| Udruženje filmskih kritičara Los Angelesa                            | Najbolji glumac              | Daniel Day-Lewis                                  | Da       |
| Udruženje filmskih kritičara Los Angelesa                            | Najbolji redatelj            | Paul Thomas Anderson                              | Da       |
| Udruženje televizijskih, radijskih i internetskih filmskih kritičara | Najbolji glumac              | Daniel Day-Lewis                                  | Da       |
| Udruženje televizijskih, radijskih i internetskih filmskih kritičara | Najbolji skladatelj          | Jonny Greenwood                                   | Da       |
| Zlatni globusi                                                       | Najbolji film – drama        | Najbolji film – drama                             | Ne       |
| Zlatni globusi                                                       | Najbolji glumac - drama      | Daniel Day-Lewis                                  | Da       |

## Reference u drugim medijima
U medijima se često koristila naslovna fraza "Bit će krvi" ("There will be blood") kako bi se opisale teme koje nisu u vezi sa samim filmom. Fraza se pojavila na naslovnici Newsweeka od 18. veljače 2008., a odnosila se na kontroverze u Republikanskoj stranci izazvane izborom Johna McCaina za predsjedničkog kandidata. "There Might Be Blood" ("Moglo je biti krvi") bio je naslov dviju epizoda dviju različitih televizijskih serija iz 2008., Psych i Gossip Girl. U seriji Good Eats Food Networka, epizoda iz lipnja nazvana je "There Might Be Oil", a tema te epizode bila su jestiva ulja. U televizijskoj emisiji The Daily Show Comedy Centrala korišteno je nekoliko referenci na Bit će krvi, uključujući segment iz lipnja 2008. o poplavama na Srednjem Zapadu nazvanom "There Will Be Flood". Naslovna fraza korištena je i u emisiji The Colbert Report u veljači 2008., kad je voditelj Stephen Colbert počeo lažnu svađu s televizijskim zabavljačem Conanom O'Brienom, vičući "Oh there will be blood!" ("Oh, bit će krvi!"). U 25. sezoni kviza Jeopardy pojavila se kategorija nazvana "There Will Be Blood Sausage".
Neki obožavatelji filma vjerovali su da će se upečatljiva rečenica Daniela Plainviewa "I drink your milkshake" ("Ja pijem tvoj milkshake") pridružiti najslavnijim citatima u povijesti popularne kulture. Taj citat korišten je više puta u medijima. U 24. sezoni kviza Jeopardy, "I Drink Your Milkshake" bio je naziv kategorije o mliječnim napitcima. Jon Stewart, voditelj The Daily Showa i 80. dodjele Oscara (na kojoj je Bit će krvi bio nominiran za osam Oscara), referirao se na rečenicu više puta u svojoj emisiji kao reakciju na vijest o vađenju nafte, čak i tijekom intervjua s Tedom Koppelom i Nancy Pelosi. U veljači 2008., noć prije 80. dodjele Oscara, u skeču Saturday Night Livea nazvanom "I Drink Your Milkshake", Daniel Plainview i H.W. Plainview putuju iz države u državu u potrazi za savršenim milkshakeom. Citat je bila i inspiracija za istoimenu internetsku stranicu, kao i za video na YouTubeu nazvan "There Will Be Milkshakes", koji je kombinacija scena iz filma i pjesme "Milkshake" Kelis koja svira u pozadini. Na YouTubeu postoji stotine parodija koje su snimili obožavatelji koristeći na razne načine poznatu frazu.
U epizodi South Parka "Breast Cancer Show Ever" parodira se posljednja scena filma: nakon što Wendy pretuče Cartmana, priđe joj G. Mackey i rekne, "Wendy!", na što ona odgovori: "I'm finished" ("Gotova sam!") dok Cartman leži potrbuške u lokvi krvi. U segmentu Daily Showa korišten je isječak u kojem Daniel Plainview govori stanovnicima Malog Bostona, dok The Colbert Report uključuje isječak eksplozije naftne bušotine iz filma u segmentu "Aqua Colbert".

## Vanjske poveznice
- Službena stranica
- Bit će krvi u internetskoj bazi filmova IMDb-a
- Bit će krvi na Rotten Tomatoes
- Bit će krvi na Box Office Mojo
- Bit će krvi  Arhivirana inačica izvorne stranice od 27. veljače 2008. (Wayback Machine) na MoviePressu  Arhivirana inačica izvorne stranice od 10. veljače 2012. (Wayback Machine)